# Język momuna
Język momuna (a. momina), także: somage (a. somahai, sumohai), sumo – język papuaski używany w indonezyjskiej prowincji Papua (kabupateny Asmat i Yahukimo). Według danych z 2000 roku posługuje się nim 2 tys. osób.
Ludność Momuna zamieszkuje tereny między systemami rzecznymi Balim i Kolff na południe od gór centralnych. Ich terytorium obejmuje też okolice górnego biegu rzeki Catalina. W publikacji Peta Bahasa do obszaru tego języka zaliczono wieś Ureas i okoliczne tereny (dystrykt Dekai, kabupaten Yahukimo). Sąsiednie języki to przedstawiciele grup językowych dani, asmat, mek, ok i bayono-awbono.
„Sumo” to nazwa jednej z wsi w regionie Momuna. W piśmiennictwie wyróżnia się czasami odrębny język momina, lecz M. Reimer odnotowała, że chodzi o gwarowy wariant nazwy „momuna”. Obie formy są spotykane jako określenia tej samej grupy etnicznej. „Somahai” (dosł. „ludność nizinna”) to nazwa nadana przez grupę etniczną Yali.
Jego klasyfikacja nie została dobrze ustalona (nie był szerzej omawiany w kontekście komparatystycznym, do czego przyczyniła się niewielka ilość dostępnych danych). C.L. Voorhoeve (1975) opisał momuna (somahai) jako izolat w obrębie języków transnowogwinejskich, sugerując związki z grupami językowymi awyu-dumut i ok (na podstawie analizy słownictwa). Przynależność momuna-momina do języków transnowogwinejskich potwierdzają formy zaimków osobowych. Z kolei w publikacji Ethnologue (wyd. 22, 25) wyróżniono odosobnioną rodzinę somahai, obejmującą języki momuna i momina (rozpatrywane odrębnie). Według innej klasyfikacji (Timothy Usher) momuna jest najbliżej spokrewniony z językami mek z grupy transnowogwinejskiej, tworząc z nimi wspólną gałąź tej rodziny.
Służy jako regionalny język kontaktowy (lingua franca), jest m.in. przyswajany przez osoby z ludu Dani (które utrzymują kontakty z Momuna). Odnotowano jednak, że w tej roli zaczął być wypierany przez język indonezyjski. Badaniem i dokumentacją języka momuna zajmowali się m.in. C.L. Voorhoeve i M. Reimer, którzy zebrali pewne dane leksykalne i gramatyczne. Ukazały się też pewne materiały alfabetyzacyjne skierowane do ludu Momuna. Jest zapisywany alfabetem łacińskim.